# 87-я гвардейская стрелковая дивизия
Не следует путать с 87-й Перекопской Краснознамённой стрелковой дивизией
Не следует путать с 87-й стрелковой дивизией (1 формирования)
87-я гвардейская стрелковая Перекопская Краснознамённая ордена Суворова дивизия — воинская часть Вооружённых сил СССР в Великой Отечественной войне принимала участие в освобождении Донбасса, Северной Таврии, Крыма, Прибалтики и в штурме Кёнигсберга. Период боевых действий: 16 апреля 1943 года по 9 мая 1945 года.

## История

### История формирования
Свою историю ведёт от 300-й стрелковой дивизии (1-го формирования)

### Боевой путь, даты основных сражений
17 апреля 1943 года за проявленные личным составом отвагу и героизм в боях за Сталинград 300-я стрелковая дивизия была преобразована в 87-ю гвардейскую стрелковую дивизию. Командиром дивизии стал подполковник Кирилл Яковлевич Тымчик.
К 15 июля 1943 дивизия сосредоточилась в районе Куйбышево Ростовской области для прорыва немецкой обороны на р. Миус, имея цель отвлечь перешедшие в наступление силы врага из-под Орла, Курска и Белгорода (Курская дуга).
20 июля 1943 года командующий 2-й гвардейской армией генерал-лейтенант Я. Г. Крейзер вручил дивизии Гвардейское знамя.
Дивизия освобождала Донбасс, в том числе районный центр Херсонской области Цюрупинск. В боях за освобождение Северной Таврии проявили героизм и отвагу многие подразделения и воины дивизии.
Разгромив в октябре 1943 г. Мелитопольскую группировку в Северной Таврии, войска, стремительно развивая наступление, вышли к Перекопскому и Чонгарскому перешейкам и прочно перекрыли пути отхода захватчиков из Крыма по суше. Подготовка к штурму Перекопских укреплений и Сивашских позиций велась днём и ночью.
7 апреля во всех соединениях был получен боевой приказ о штурме Перекопских и Ишуньских укреплений противника. Утром началась мощная артиллерийская подготовка в сочетании с массированными ударами авиации.
Крымская наступательная операция советских войск закончилась 12 мая 1944 г. Сокрушительным разгромом 200-тысячной 17-й немецкой армии. За активное участие в штурме Перекопа и прорыве Ишуньских позиций, за проявленные при этом мужество и героизм 87-й Гвардейской стрелковой дивизии было присвоено почётное наименование «Перекопской».
За доблесть и отвагу при освобождении Севастополя дивизия награждена орденом Красного Знамени.
Находясь около месяца в резерве, дивизия проводила напряжённую боевую учёбу. Одновременно помогали колхозникам и местному населению в полевых работах. По приказу Ставки дивизия из Крыма была переброшена в Прибалтику. Весь период боёв в Прибалтике дивизия находилась в первом эшелоне и успешно осуществляла оперативные планы командования. Части дивизии освободили в Литве более 200 населённых пунктов.
30 ноября 1944 г. дивизия была нацелена на логово врага — Восточную Пруссию. К январю 1945 года войска Советской Армии вышли к границе форпоста фашистской Германии-Восточной Пруссии. 87-я гвардейская стрелковая дивизия находилась в резерве армии в районе Шакельн, затем продвигалась за наступающими частями во втором эшелоне.
27 января дивизия получила задачу наступать с севера на запад к Кёнигсбергскому морскому каналу с целью отрезать город от Земландской группировки противника.
К 24 часам 31 января дивизия штурмом овладела Гросс Хайдекруг и Науцвинькель (Жуковское) и выполнила задачу. Первой вышла к Кёнигсбергскому морскому каналу.
Во второй половине февраля дивизия отбивала яростные контратаки гитлеровцев в районе так называемой высоте Бисмарка (высота 111,4 — гора Гальтгарбен) и выстояла. 24 февраля дивизия выводится из боя и готовится к штурму Кёнигсберга.

Основная боевая нагрузка в февральских боях легла на личный состав 87-й гвардейской дивизии генерала Кирилла Яковлевича Тымчика и 263-й Сивашской дивизии полковника Корнелия Георгиевича Черепанова. Оба они твёрдо управляли частями и подразделениями, быстро и решительно ликвидировали отдельные прорывы танков и пехоты противника.— Белобородов А. П. Всегда в бою.
В ночь на 9 апреля сопротивление противника в городе было в основном подавленно. 10 апреля вражеский гарнизон Кёнигсберга капитулировал. Дивизия была выведена из города и продолжала вести бои с противником в западном направлении. Части дивизии, зачищая от противника южное побережье Земландского полуострова, заняли рыбачий посёлок Фишхаузен (Приморск), а затем штурмовала крупнейший немецкий порт на Балтике — Пиллау (Балтийск). Здесь дивизия встретила Великую Победу советского народа над фашистской Германией в Великой Отечественной войне 1941—1945 годов.
За умелые, активные и решительные действия при штурме Кёнигсберга за доблесть и мужество личного состава дивизия была награждена орденом Суворова II степени.

### Послевоенная история
Во время послевоенного сокращения советских Вооружённых Сил 1 июня 1946 года дивизия была переформирована в 18-ю отдельную гвардейскую стрелковую бригаду, с сохранением за ней всех наград и отличий дивизии.
1 ноября 1953 года на базе этой бригады была воссоздана 87-я гвардейская стрелковая дивизия. Входила в состав 13-го гвардейского армейского корпуса Московского военного округа. Управление дивизии находилось в городе Дорогобуж.
С 5 июня 1957 года — 87-я гвардейская мотострелковая дивизия.
Соединение было расформировано согласно директиве Генерального штаба ВС СССР № ОШ/I/302587 от 15 октября 1959 года (расформирование завершено к 10 декабря 1959 года).

## Состав
- 261-й гвардейский стрелковый полк;
- 262-й гвардейский стрелковый полк;
- 264-й гвардейский стрелковый полк;
- 192-й гвардейский артиллерийский полк;
- 94-й отдельный гвардейский истребительно-противотанковый дивизион;
- 90-я отдельная гвардейская разведывательная рота;
- 100-й отдельный гвардейский сапёрный батальон;
- 120-й отдельный гвардейский батальон связи;
- 95-й отдельный медико-санитарный батальон;
- 91-я отдельная гвардейская рота химической защиты;
- 93-я отдельная автотранспортная рота;
- 89-я полевая хлебопекарня;
- 88-й дивизионный ветеринарный лазарет;
- 972-я полевая почтовая станция;
- 856-я полевая касса Госбанка[2].

### Подчинение
- Южный фронт (2-я гвардейская армия)
- 4-й Украинский фронт (2-я гвардейская армия)
- Резерв Ставки Верховного Главнокомандования (2-я гвардейская армия)
- 1-й Прибалтийский фронт (2-я гвардейская армия)
- В годы Великой Отечественной войны 87-я гвардейская стрелковая дивизия входила в состав 51-й, 57-й, 5-й Ударной, 2-й гвардейской, 39-й и 43-й армий.

## Командование
Командиры дивизии
- Тымчик, Кирилл Яковлевич (16.04.1943 — ??.10.1943), полковник
- Куляко, Георгий Петрович (??.10.1943 — ??.12.1943), полковник
- Тымчик, Кирилл Яковлевич (??.12.1943 — 02.02.1946), полковник, с 02.11.1944 генерал-майор
- Мирошниченко, Григорий Кузьмич (02.02.1946 — 17.08.1946), генерал-майор
- Якушов, Александр Васильевич (17.08.1946 — 20.11.1946), генерал-майор
- Козин, Нестор Дмитриевич (20.11.1946 — 27.02.1950), генерал-майор
- Лобанов, Николай Иванович (27.02.1950 — 09.05.1951), генерал-майор
- Саксеев, Иван Васильевич (09.05.1951 — 05.11.1953), полковник
- Андреев, Яков Андреевич (05.11.1953 — 10.11.1956), генерал-майор
- Чекулаев, Александр Павлович (10.11.1956 — 12.04.1960), полковник, с 18.02.1958 генерал-майор

В годы Великой Отечественной войны полками командовали
- 261-й гв. сп:
- Толмачёв Фёдор Степанович (21.04.1943 — 01.07.1943), отстранён
- Рыбаков Пётр Прокопьевич (01.07.1943 — 21.07.1943) ранен
- Еникеев Галей Сафуилович (03.08.1943 — 02.10.1943), ранен (?)
- Горбачёв Михаил Иванович (09.10.1943 — 02.11.1943), болезнь
- Пономарёв Яков Павлович (16.11.1943 — 27.12.1943)
- Еникеев Галей Сафуилович (27.12.1943 — 26.05.1944) (?)
- Гончарук Пётр Никитович (12.08.1944 — 26.10.1944)
- Напалков Фёдор Михайлович (26.10.1944 — 21.03.1945)
- Рубцов Михаил Михайлович (04.03.1945 — 31.07.1946)

- 262-й гв. сп: до 16.04.1943 был 1051 сп 300 сд (1ф)
- Ермолаев Иван Павлович (16.04.1943 — 16.10.1943)
- Поплавский Владимир Степанович (11.01.1944 — 00.03.1944)
- Клабуков Пётр Сергеевич (23.05.1944 — 09.07.1944)
- Михайлов Василий Нилович (25.05.1944 — 06.10.1944), майор, погиб 6.10.1944, похоронен в пос. Цитовляны, Литва.
- Лупенко Иван Ефремович (с 10.10.1944)
- Соколов Михаил Константинович (28.11.1944 — 04.03.1945)
- Артощук Константин Иванович (04.03.1945 — 08.08.1945)
- Ефимов Яков Иванович (с 06.06.1945)

- 264 гв. сп: (до 16.04.1943 был 1053 сп 300 сд (1ф))
- Шепелев Иван Владимирович (16.04.1943 — 09.10.1943)
- Пырков Трофим Иванович (03.08.1943 — 23.09.1943)
- Павлов Георгий Васильевич (22.10.1943 — 15.02.1944)
- Еникеев Галей Сафуилович (10.05.1944 — 26.10.1944)
- Гладков Иван Иванович (26.10.1944 — 14.04.1945), майор, погиб 14.04.1945, похоронен в г. Кёнигсберг
- Чинчаладзе Шалва Мелитонович (с 07.07.1945)

## Награды и наименования
- 24 апреля 1944 года — Почетное наименование «Перекопская» — присвоено приказом Верховного Главнокомандующего № 0102 от 24 апреля 1944 года за отличие в боях за прорыв сильно укреплённой обороны противника на Перекопском перешейке и овладение городом Армянск.
- 24 мая 1944 года —  Орден Красного Знамени — награждена указом Президиума Верховного Совета СССР от 24 мая 1944 года за образцовое выполнение заданий командования в боях за освобождение города Севастополя и проявленные при этом доблесть и мужество.[3]
- 17 мая 1945 года —  Орден Суворова II степени — награждена указом Президиума Верховного Совета СССР от 17 мая 1945 года за образцовое выполнение заданий командования в боях с немецкими захватчиками при овладении городом и крепостью Кёнигсберг и проявленные при этом доблесть и мужество.[4]

- За отличные боевые действия личному составу дивизии Верховный Главнокомандующий 13 раз объявлял в приказах благодарность

## Отличившиеся воины дивизии
9720 её воинов награждены орденами и медалями, 10 присвоено звание Героя Советского Союза.
- Бережной, Иван Михайлович (1924—1944) — командир пулемётного взвода 261-го гвардейского стрелкового полка.
- Гостищев, Пётр Максимович, гвардии сержант, командир орудия 261-го гвардейского стрелкового полка.
- Дровник, Владимир Михайлович, гвардии младший сержант, пулемётчик 262-го гвардейского стрелкового полка.
- Жарков, Владимир Петрович, гвардии красноармеец, пулемётчик 2-го стрелкового батальона 262-го гвардейского стрелкового полка.
- Клюй, Михаил Иванович, гвардии сержант, помощник командира взвода пешей разведки 264-го гвардейского стрелкового полка.
- Контушный, Алексей Семёнович, гвардии красноармеец, автоматчик 262-го гвардейского стрелкового полка.
- Коробчук, Александр Кондратьевич (1918—1944) — командир отделения пулемётной роты 262-го гвардейского стрелкового полка.
- Коровин, Сергей Артёмович (1921—1945) — разведчик 90-й отдельной гвардейской разведывательной роты.
- Королюк, Иван Петрович, гвардии красноармеец, снайпер 262-го гвардейского стрелкового полка.
- Костиков, Юрий Николаевич, гвардии сержант, командир пулемётного расчёта 261-го гвардейского стрелкового полка.
- Лукиянов, Пётр Григорьевич (1924—1982) — командир сапёрного отделения 262-го гвардейского стрелкового полка.
- Мельников, Семён Алексеевич, гвардии старшина, помощник командира стрелкового взвода 264-го гвардейского стрелкового полка.
- Скворцов, Михаил Васильевич, гвардии младший сержант, командир отделения 90-й отдельной гвардейской разведывательной роты.
- Филонов, Василий Матвеевич, гвардии младший сержант, командир отделения 90-й отдельной гвардейской разведывательной роты.
- Чёрный, Григорий Иванович, гвардии сержант, командир отделения 262-го гвардейского стрелкового полка.
- Якименко, Иван Семёнович, гвардии сержант, командир пулемётного расчёта 2-го стрелкового батальона  261-го гвардейского стрелкового полка.
- Исаев Сергей Игнатьевич, гв. мл. лейтенант, 261 гвардейский стрелковый полк 87 гвардейской стрелковой дивизии Награды: Орден Красной Звезды Медаль «За оборону Сталинграда»

## Память
- Памятный знак в честь воинов-артиллеристов (гаубица), Армянск  Объект культурного наследия народов РФ регионального значения. Рег. № 911710840110005 (ЕГРОКН) Текст: Артиллерийская пушка-гаубица была установлена в г. Армянске в честь артиллерийских соединений, которые принимали участие в освобождении Армянска в период разгрома немецко-фашистских войск в Крыму (ноябрь 1943 - апрель 1944 гг.): ...  94-й гвардейский отдельный истребительно- противотанковый дивизион 87-й гвардейской Краснознаменной орденов Суворова и Кутузова Перекопской стрелковой дивизии...Мемориальный комплекс на братской могиле советских воинов в посёлке Переславское
- Мемориал 1200 гвардейцев - Калининград
- Военно-мемориальное кладбище "Курган славы" - Калининградская область.
- В её честь названа улица в городе Волжский Волгоградской области
- В 1986 году на пересечении улиц Гайдара и Магдесяна города Армянска, в честь воинов артиллеристов героически сражавшихся на легендарной Перекопской земле в 1941—1944 гг., была установлена гаубица[5].